# Roca de la Santísima Trinidad
La Roca de la Santísima Trinidad es una de las rocas de las festividades del Corpus Christi de la ciudad de Valencia.

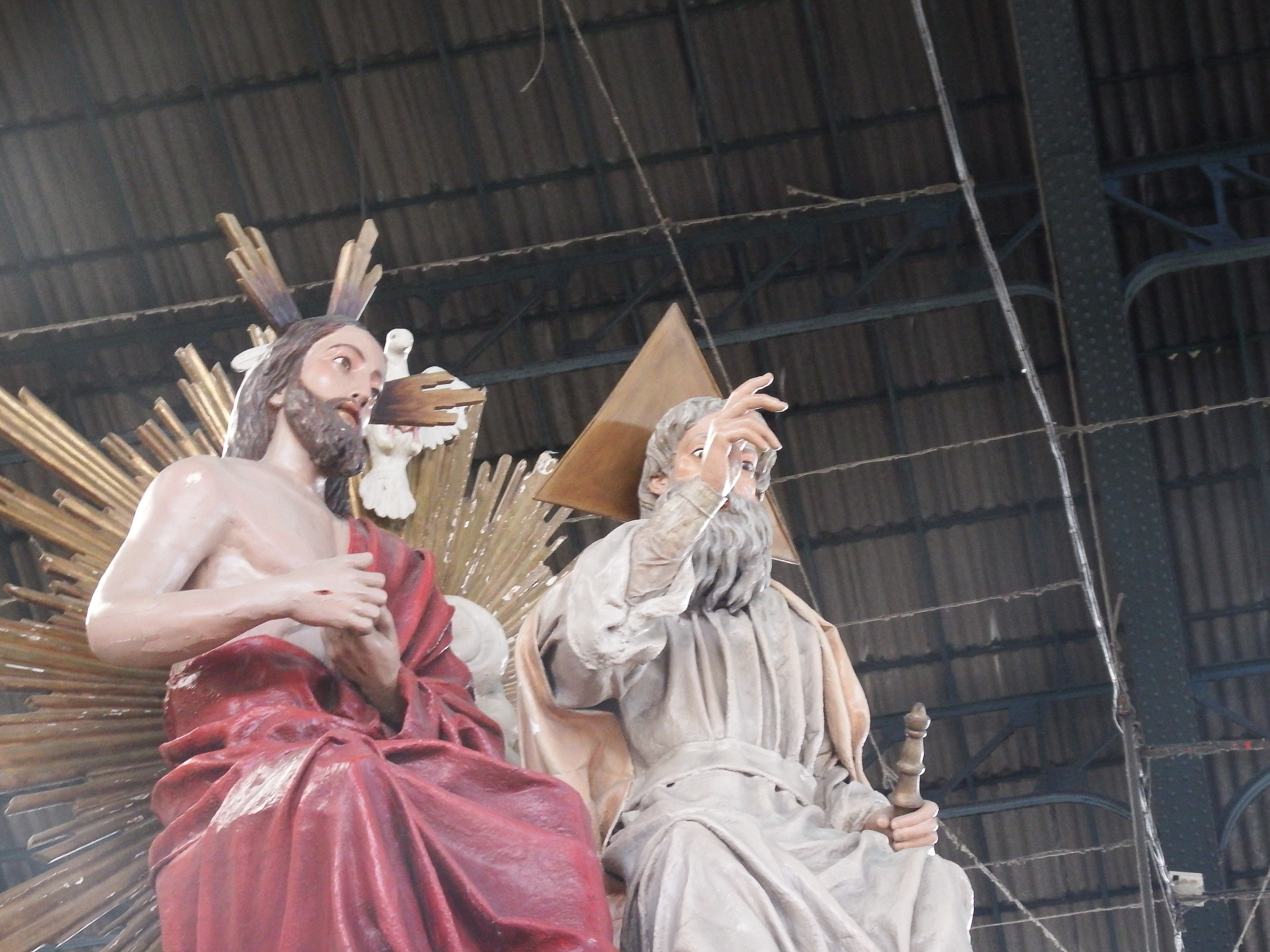
Grupo principal de figuras

## Descripción
El tema principal es la Santísima Trinidad, representada por las Tres Personas: Dios Padre, Jesucristo con la Cruz, y el Espíritu Santo representado por una paloma. Figuran en la parte más elevada, situada como es costumbre en la parte trasera del carro. Este cuerpo principal lleva a la base medallones de escenas bíblicas, como la Torre de Babel, la Magdalena, la Creación, los tres ángeles en la visita a Jacob, o Moisés con las Tablas de la Ley.
Es conocida también por el nombre de Paraíso Terrenal, porque era sobre esta roca donde se representaba el misterio de Adán y Eva. Las imágenes de ambos, perseguidos por un ángel que con una espada los expulsa del Paraíso, figuran en la parte delantera de la roca.

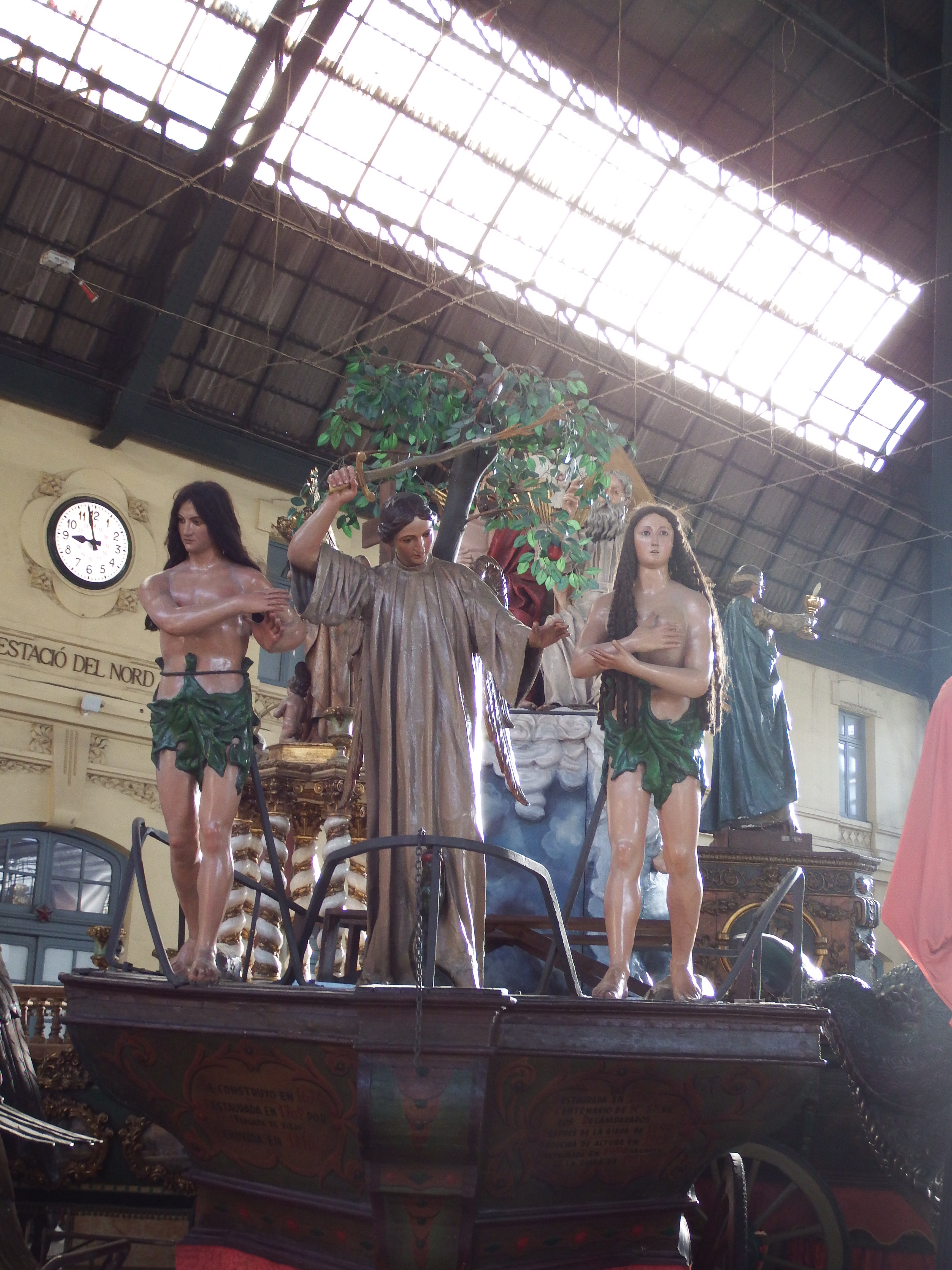
Adán y Eva siendo expulsados del Paraíso

## Historia
Esta roca se construyó en 1674.
Desde su primera aparición, la Roca de la Santísima Trinidad ha sido restaurada en muchas ocasiones. En 1702 lo fue por primera vez, encargándose Vergara el Viejo. Las figuras de Adán y Eva fueron sustituidas en 1816, pero un accidente sufrido en 1825 obligó a volver a cambiarlas, como toda la parte delantera, que también se reforzó. Restaurada nuevamente en 1855 y 1867 -esta segunda, con motivo del segundo centenario de la Virgen de los Desamparados- sufrió desperfectos por las riadas de 1897 y 1957.
Antiguamente era la primera roca en salir, parándose en la calle Cavallers, frente a la Casa de la Ciudad, donde se representaban los misterios de Eva y Adán o de la Creación del Mundo.